# 揚斯敦 (佛羅里達州)
揚斯敦（英語：Youngstown）是位於美國佛羅里達州貝縣的一個非建制地區。該地的面積和人口皆未知。

## 地理
揚斯敦的座標為30°21′52″N 85°26′18″W / 30.36444°N 85.43833°W，而該地的平均海拔高度為25米（即82英尺）。